# Thaniyyat al-wadāʿ
Thaniyyat al-wadāʿ (arabisch ثنية الوداع Thaniyyat al-wadāʿ, DMG ṯanīyatu l-wadāʿi ‚Bergpass/Engpass des Abschieds‘) ist ein Bergpass in der Berglandschaft sowohl im Süden von Medina auf dem Weg nach Mekka als auch nördlich davon auf dem alten Karawanenweg nach Syrien.

## Die islamischen Überlieferungen
Der Historiker ʿUmar ibn Šabba (* 789; † 877) beschreibt diesen Bergpass in seiner Stadtgeschichte von Medina und erläutert seinen Namen wie folgt:

„Niemand betrat die Stadt Medina außer aus der Richtung vom Bergpass des Abschieds (ṯanīyat al-wadāʿ). Wenn jemand am Pass nicht zehnmal und laut wie ein Esel ausrief, starb er dann, bevor er die Stadt verließ. Und wenn jemand auf dem Pass stand und dort verweilte, sagte man: ‚er nahm Abschied‘. Daher nannte man (die Stelle): Bergpass des Abschieds – bis ʿUrwa ibn al-Ward al-Absī kam. Man sagte zu ihm: ‚rufe an der Stelle zehnmal laut wie ein Esel aus!‘ Er rief aber nicht aus, sondern sprach den Vers:
- Und sie sagen: Kriech und schrei, so wird dir Chaibar nicht schaden; aber das ist ja eine Torheit aus dem Glauben der Juden.

- Bei meinem Leben, wollte ich aus Todesfurcht wie ein Esel aufschreien, so wäre ich ein Feigling.

Dann betrat er die Stadt und sagte: ‚Ihr Juden! was habt ihr mit dem zehnmaligen Ausruf zu tun?‘ Die Juden erwiderten: ‚ein Fremder, der die Stadt betritt, ohne vorher zehnmal laut wie ein Esel ausgerufen zu haben, stirbt. Jeder muss die Stadt durch den Pass des Abschieds betreten, wenn nicht, dann stirbt er an Magerkeit‘. Als ʿUrwa den Ausruf dennoch unterließ, verzichteten darauf auch andere und betraten die Stadt nunmehr aus allen Richtungen. 
(Einer anderen Überlieferung zufolge) nannte man die Stelle „Bergpass des Abschieds“ (aus folgendem Grund): der Gesandte Gottes, Gott segne ihn und schenke ihm Heil, war aus Chaibar mit den Muslimen, die sich Frauen für die Zeitehe genommen hatten, auf dem Rückweg. Als er Medina erreichte, sprach er zu ihnen: ‚lasst die Frauen, die ihr (jetzt) in der Zeitehe besitzt, zurück und schickt sie weg‘. Daher nannte man die Stelle: „Bergpass des Abschieds“.“

Ein Bergpass unter demselben Namen wird in der Prophetenbiographie auch auf dem Weg von Medina nach Mekka genannt und mit verschiedenen Ereignissen aus dem Leben Mohammeds verbunden. Der ägyptische Gelehrte und Professor an der Ṣāliḥīya-Madrasa in Kairo Abū l-Faraǧ Nūr ad-Dīn al-Ḥalabī (* 1567; † 1635) erwähnt die Ṯaniyyat al-Wadāʿ in seiner Prophetenbiographie an drei Stellen: An diesem Bergpass sollen die Medinenser Mohammed bei seiner Ankunft in Medina begrüßt haben. Die Banū Naǧǧār, ihre Frauen, die Knaben (ṣibyān) und die jungen Mädchen (walāʾid) sprachen (yaqulna) zu Ehren des Propheten folgende Zeilen; ‚der Dichter sprach (qāla š-šāʿiru)‘:
- ṭalaʿa l-badru ʿalainā min ṯanīyati l-wadāʿi
- Der Vollmond ist vom Bergpass des Abschieds über uns aufgegangen
- waǧaba š-šukru ʿalainā mā daʿā li-llāhi dāʿī
- uns obliegt der Dank (dafür), daß ein Rufer zu Gott aufrief.[6]

Muḥammad ibn Ḥibbān al-Bustī (* 884; † 965), „einer der bedeutendsten Traditionarier seiner Zeit“, aus Siǧistān bringt diese Zeilen ebenfalls mit Mohammeds Ankunft in Medina in Zusammenhang und spricht von einem Vortrag derselben (arabisch: yaqūlūna – sie sprachen...) durch Knaben (ṣibyān) und junge Mädchen (walāʾid). Er erwähnt ferner, dass die Abessinierinnen (al-ḥabaša) vor Freude über dieses Ereignis mit ihren Lanzen spielten.  In ähnlichem Sinne berichtet über dieses Ereignis auch der Traditionarier ʿAbdarrazzāq aṣ-Ṣanʿānī (* 744; † 827); allerdings zitiert er in seiner Überlieferung die obigen Verszeilen nicht.
Der Philologe Ibn Manẓūr nennt al-Wadāʿ als ein Wadi in Mekka und verbindet somit den Vortrag dieser zwei Zeilen mit der Eroberung Mekkas und dem Einzug Mohammeds mit seinen Anhängern in die Stadt. Bei diesem Anlass sollen die Frauen, um ihre Freude zu bekunden, in die Hände geklatscht und diese Zeilen gesprochen haben.
Der andalusische Gelehrte Ibn ʿAbd al-Barr († 1071) gibt in seinem Kommentar zum Muwaṭṭaʾ von Mālik ibn Anas drei Erklärungen zum Namen dieses Ortes oberhalb von Medina an. Von dieser Stelle soll Mohammed Stadtbewohner vor ihrer Reise verabschiedet oder seine Expeditionstruppen bis zu diesem Pass begleitet haben. Aber schon in alten Zeiten (qadīman) sollen Reisende sich zu diesem Ort begeben und von der Stadt dort verabschiedet haben. „Ich nehme an, daß der Bergpass auf dem Weg nach Mekka liegt; hier erschien der Gesandte Gottes auf seinem Weg nach Medina als er aus Mekka kam. Da sagte ihr Dichter: (die zwei Verzeilen folgen).“
Der Damaszener Theologe und Hadithwissenschaftler Ibn Qayyim al-Dschauziya († 1350) überliefert in seiner kommentierten Prophetenbiographie diese Zeilen mit folgender kritischen Bemerkung:

„einige Überlieferer irren sich in diesem Zusammenhang und sagen: dies (die Begrüßung Mohammeds) fand statt als er aus Mekka nach Medina kam. Das ist aber ein klarer Irrtum, denn der Bergpass des Abschieds liegt in der Richtung nach Syrien, den der Reisende aus Mekka nach Medina nicht sehen kann. Er passiert die Stelle nur dann, wenn er sich nach Syrien begibt.“

Der Geograph Yāqūt al-Hamawī ar-Rūmī († 1229) beschreibt Thaniyyat al-wadāʿ als eine oberhalb Medinas liegende Stelle auf dem Weg nach Mekka. Der Name ist, seinen Angaben zufolge, vorislamischen Ursprungs. Der Pass galt als Ort der Verabschiedung von Reisenden.
Auch Ibn Hadschar al-ʿAsqalānī († 1449) bringt die obigen zwei Verszeilen in seinem al-Buchārī-Kommentar mit diesem Bergpass in Zusammenhang und klassifiziert die Überlieferung mit einem unvollständigen Isnad als „rätselhaft“ bzw. „problematisch“ (muʿḍil). Er erwähnt ferner, dass diese Begrüßung Mohammeds möglicherweise bei seiner Rückkehr vom Feldzug nach Tabūk (September 630) stattgefunden hat.
Diese Stelle im Norden Medinas war noch zur Zeit der Abbasiden bekannt; die Anhänger von Muḥammad ibn ʿAbd Allāh ibn al-Ḥasan ibn ʿAlī, der in seinem Aufstand gegen die Abbasidendynastie seinen rechtmäßigen Anspruch auf das Kalifat gegen al-Mansur propagierte, sind im Jahre 760 an diesem Bergpass in zwei Reihen gekreuzigt worden.